# Nahuatl

Počty mluvčích v jednotlivých státech Mexika.

Nahuatl ([ˈnaːwatɬ], psáno též „náhuatl“, nebo také aztéčtina) je označení pro jazyk, respektive soubor 28 nářečí aztécké jazykové skupiny, rozšířený v horských částech centrálního Mexika v okolí hlavního města Ciudad de México. Podle oficiálních zdrojů jím hovoří na 1,5 milionu obyvatel (sčítání lidu z roku 2000 udává 1 448 936 mluvčích), tento údaj je však pravděpodobně podhodnocený. Velká část mluvčích, 86 %, je bilingvních a hovoří tedy i španělsky. Nahuatl patří spolu s mayskými jazyky k nejpočetnějším představitelům domorodých řečí Severní Ameriky.

## Historie
Nahuatl je součástí širší juto-aztécké jazykové rodiny, která se postupně rozšířila v oblasti na pomezí dnešního jihozápadu USA a Mexika. Takovými příchozími ze severu byli Toltékové, kteří ovládali střední Mexiko od 10. do 12. století a když další vlna jejich příbuzných založila počátkem 14. století v oblasti dnešního města Mexika aztéckou říši, byl nahuatl i jejím hlavním jazykem s rozvinutou poezií. Jako básníci prosluli mnozí aztéčtí vládcové, zvláště Nezahualcoyotl, vládce Texcoca z lidu Acolhua. V tomto období existovaly i psané záznamy, které k zápisu jazyka používaly vlastní piktogramy, dodnes dochované v několika rozsáhlejších rukopisech ze 16. století (např. kodex Mendoza); šlo však více o prostředek uchovávání genealogií či astronomických pozorování než o plnohodnotné písmo jaké užívali Mayové.
Po podrobení aztécké říše Španěly začala být používána latinka; nejstarší tištěnou knihou je dvojjazyčný katechismus z roku 1539, první mluvnice pochází z roku 1547. V tomto období byla také zapsána řada děl staré předhispánské poezie, o což se zasloužili zejména Bernardino de Sahagún a Juan Bautista de Pomar. I když se nahuatl udržel jako prostředek veřejné komunikace, užívaný katolickou církví, postupem času se rozpadl na řadu nářečí, mnohdy navzájem obtížně srozumitelných.
Značný ústup ve prospěch španělštiny prodělal jazyk teprve v novém mexickém státě na sklonku 19. a v první polovině 20. století. Až od 60. let začal být nahuatl v oblastech svého rozšíření péčí ministerstva školství znovu prosazován jako prostředek dvojjazyčné školní výuky. Podle posledního sčítání lidu hovoří nahuatlem přes 1.5 mil obyvatel Mexika. I tak někteří badatelé nahuatl označují za ohrožený jazyk.

### Díla v nahuatlu
V hieroglyfech se dochovalo několik kodexů. Literatura v latince se dělí na poezii (cuicatl) a prózu (tlahtolli). Poezie byla udržována zpěvem a obecně se rozlišuje 5 žánrů:
1. TEŌCUĪCATL – písně oslavující božstva.
2. YĀŌCUĪCATL, CUĀUHCUĪCATL, ŌCĒLŌCUĪCATL – válečné písně.
3. XŌPANCUĪCATL – písně jara.
4. ICNOCUĪCATL – písně odříkání a meditace.
5. AHUILCUĪCATL, CUĒCUEXCUĪCATL – písně rozkoše, radosti a smutku.

Próza se pak dělí na:
1. HUĒHUEHTLAHTŌLLI – stará slova o náboženství a morálce.
2. TLAQUETZALLI – vyprávění:
  - TEŌTLAHTŌLLI – posvátné vyprávění.
  - IN YEH HUEHCAUH TLAHTŌLLI – etnogenetická a historická vyprávění.
  - ZĀZANILLI – legendární vyprávění.

## Výpujčky z nahuatlu v evropských jazycích
Z nahuatlu pochází řada slov, přejatých prostřednictvím španělštiny do jiných světových jazyků. Většina z nich končí podobně jako jméno tohoto jazyka sufixem -tl jako pejotl, axolotl, čokolatl – čokoláda, atlatl (tj. pomůcka k vrhání oštěpů, používaná Aztéky i jinými indiánskými válečníky), u jiných slov byl tento sufix při přejímání do evropských jazyků setřen, např. tomato, avokádo, chilli, kojot, kvesal, mazama, ocelot nebo hoacin. Z nahuatlu pochází také název Mexiko a mnoho dalších místních jmen v této oblasti, např. Popokatepetl, Oaxaca a mnohé další.

### Pojmenování dinosaurů
V mexickém státě Coahuila bylo objeveno již několik druhů pozdně křídových dinosaurů, žijících zde asi před 72 miliony let. Někteří z nich dostali jména vycházející právě z jazyka nahuatl, příkladem je kachnozobý dinosaurus druhu Tlatolophus galorum (rodové jméno znamená doslova „hřeben slova“).

## Příbuzné jazyky
Nejbližší příbuzný nahuatlu je jazyk pipil v Salvadoru. Do širšího příbuzenstva patří juto-aztécké jazyky severního Mexika, např. jazyky jaqui, pima, papago, tarahumara, opate, huichol a některé další. K vzdáleným příbuzným patří jazyky hopi, šošonština, juteština, pajutština a komančština v USA.

## Gramatika
Jedná se o aglutinační jazyk, který tvoří slova a jejich tvary pomocí prefixů, sufixů a má sklon k vytváření kompozit, často velmi dlouhých. Jedno dlouhé kompozitum tak může mít platnost celé věty.

## Výslovnost
c = k (před a, o), s (před e, i) 

h = ʔ 

hu = w 

qu = k 

tz = c 

x = š 

y = j 

z = s

### Abeceda
a, c, e, h, i, l, m, n, o, p, q (jen před u), t, u (jen po h, q a také c), x, y, z.

## Příklady

### Číslovky
| Nahuatl    | Česky |
| ce         | jeden |
| ome        | dva   |
| yei        | tři   |
| nahui      | čtyři |
| macuilli   | pět   |
| chicuace   | šest  |
| chicome    | sedm  |
| chicuei    | osm   |
| chicnahui  | devět |
| mahtlactli | deset |

## Vzorový text
Otčenáš (modlitba Páně):
Toteco Totata tlen tiitztoc
nepa elhuicac. Nochi tlacame
ma quihueyichuaca motoca.
Xihuala, xitlanahatiqui nica.
Ma quichihuaca mopaquilis
nochi ipan ni tlaltepactli queja mochijtoc
nepa elhuicac. Xitechmaca nopa
tlacualistli tlen monequi mojmostla.
Xitechtlapojpolhui totlajtlacolhua,
queja tojuanti nojquiya
tiquintlapojpolhu'iaj tlen techixpanoj.
Axaca xijcahuili ma
techyoltilana ma titlajtlacolchihuase.
Xitechmanahui tlen yajaya tlen ax cuali.

### Všeobecná deklarace lidských práv
| nahuatl | Nochi tlācah īhuān cihuāh quipiyah māitl cualli tlācatizeh, nochi zan cē totlatēchpohuiltiliz īhuān titlatepanitalohqueh, yeh cah monequi cualli mā timohuicacah, mā timoīcnelicah, mā timotlazohtlācah īhuān mā timotlepanitacah. |
| česky   | Všichni lidé se rodí svobodní a sobě rovní co do důstojnosti a práv. Jsou nadáni rozumem a svědomím a mají spolu jednat v duchu bratrství.                                                                                         |